# Marnardal
Marnardal er en tidligere indlandskommune i det tidligere Vest-Agder, nu Agder fylke i Norge. Den blev, sammen med Mandal,  en del af Lindesnes kommune  1. januar 2020, i forbindelse med Kommunereformen i Norge.Der er over 400 gård- og småbrug i Marnardal. Mandalselven slynger sig gennem kommunen.
Marnardal ligger 17 km fra Mandal og 45 km fra Kristiansand. Kommunen har ikke noget egentlig centrum, men byerne Øyslebø, Marnardal, Laudal og Bjelland. Kommuneadministrationen ligger i Heddeland.
Den tidligere kommune grænsede til Lindesnes og Audnedal i vest, Evje og Hornnes i nord, Vennesla og Songdalen i øst og Søgne og Mandal i syd.
Der er gode vejforbindelser  og en del pendling både til Mandal og Kristiansand. Sørlandsbanen har station i Marnardal.

## Historie
Den seneste  Marnardal kommune omfattede områder fra de tidligere kommuner Bjelland, Grindheim, Laudal og Øyslebø.
Bjelland og Grindheim var én kommune fra 1837 til 1901 med navnet Bjelland og Grindheim kommune. I 1902 blev de delt i to kommuner Bjelland kommune og Grindheim kommune.
I 1964 blev Grindheim og lidt af Bjelland slået sammen med Konsmo til Audnedal kommune. Resten af Bjelland kommunen kom ind i Marnardal kommune.
Laudal kommune blev oprettet i 1899 ved udskillelse fra Øyslebø og Laudal kommune. I 1964 blev Laudal slået sammen med Øyslebø og det meste af Bjelland kommune samt lidt af Finsland til Marnardal kommune. Resten af Finsland gik ind i Songdalen kommune.